# Adamnan z Hy

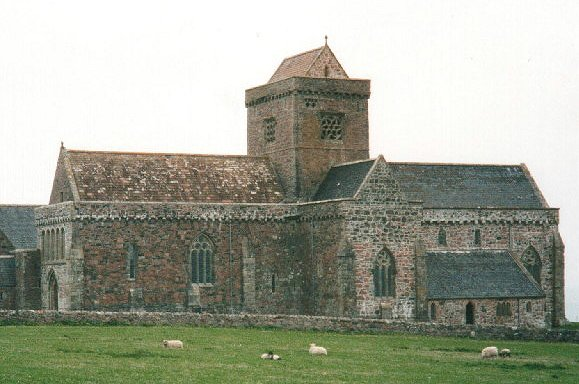
Opactwo na wyspie Iona.

Adamnan (Adomnan) z Hy, właśc. Adomnán (ur. ok. 624 w Drumhome w hrabstwie Donegal w Irlandii, zm. 704 na wyspie Iona) – opat, benedyktyn, święty Kościoła katolickiego.

## Żywot świętego
Jako młody człowiek wstąpił do klasztoru, którego założycielem był jego krewny św. Kolumba (Kolumban Starszy). Od 679 roku pełnił obowiązki opata klasztoru na wyspie Iona. Około roku 700 napisał Żywota Kolumbana (Starszego) (łac.) Vita Columbae oraz De locis sanctis. W żywocie opisuje thesaurus regis (skarbiec królewski) najpotężniejszego władcy Piktów, króla Bridei. W  De locis sanctis (O miejscach świętych) opowiada o Ziemi Świętej, Syrii, Aleksandrii oraz Konstantynopolu. Adamnan w Ziemi Świętej nigdy nie był, spisał jednak relacje galijskiego biskupa Arkulfa, który przybył na wyspę Hy (Iona) po pielgrzymce do Jerozolimy.
Adamnan opuścił Ionę i udał się do Irlandii, gdzie do końca życia wędrował od klasztoru do klasztoru, przekonując je do przyjęcia tradycji rzymskiej.
U króla Nortumbrii Alfryda wynegocjował uwolnienie jeńców wojennych (686). Był inspiratorem powstania tzw. Lex Innocentium (Prawa Niewinnych), uchwalonego na synodzie w Birr w 697 roku. Zakazywało ono zmuszania kobiet, kleryków i dzieci do udziału w wojnie. Miał wkład w godzeniu praktyk religijnych Kościoła iroszkockiego z praktykami łacińsko-anglosaskimi. Jako opat zapamiętany został z wkładu w podnoszenie poziomu życia intelektualnego i duchowego.
Zmarł w wieku ok. 80 lat.
Jego wspomnienie liturgiczne obchodzone jest 23 września.